# Football Club Sempione
Il Football Club Sempione fu la sezione calcistica di una società sportiva con sede a Milano ad inizio Novecento.

## Sezione calcistica
Il Bollettino Ufficiale della F.G.I. lo cita a partire dall'agosto 1902 in occasione del Concorso Ginnastico di Vercelli.
Anche nell'elenco pubblicato nel 1912 dalla F.G.N.I. non è citata, solo perché, tutte le società sportive che non avevano pagato l'affiliazione per quella stagione erano depennate da ogni elenco federale.
Nel 1904 partecipò al campionato di calcio organizzato dalla Federazione Ginnastica Italiana (F.G.I.), nel quale fu tuttavia eliminato al primo turno dal Milan.
Nel 1905 il club tentò una prima esperienza ufficiale sotto l'egida della FIGC nel campionato di Seconda Categoria in cui, nonostante la straripante vittoria contro l'US Milanese, fu nuovamente fermata dalla formazione rossonera.
La squadra non diede poi più notizia di sé.

## Rose stagioni passate
Stagione 1904-1905